# 苏式彩画

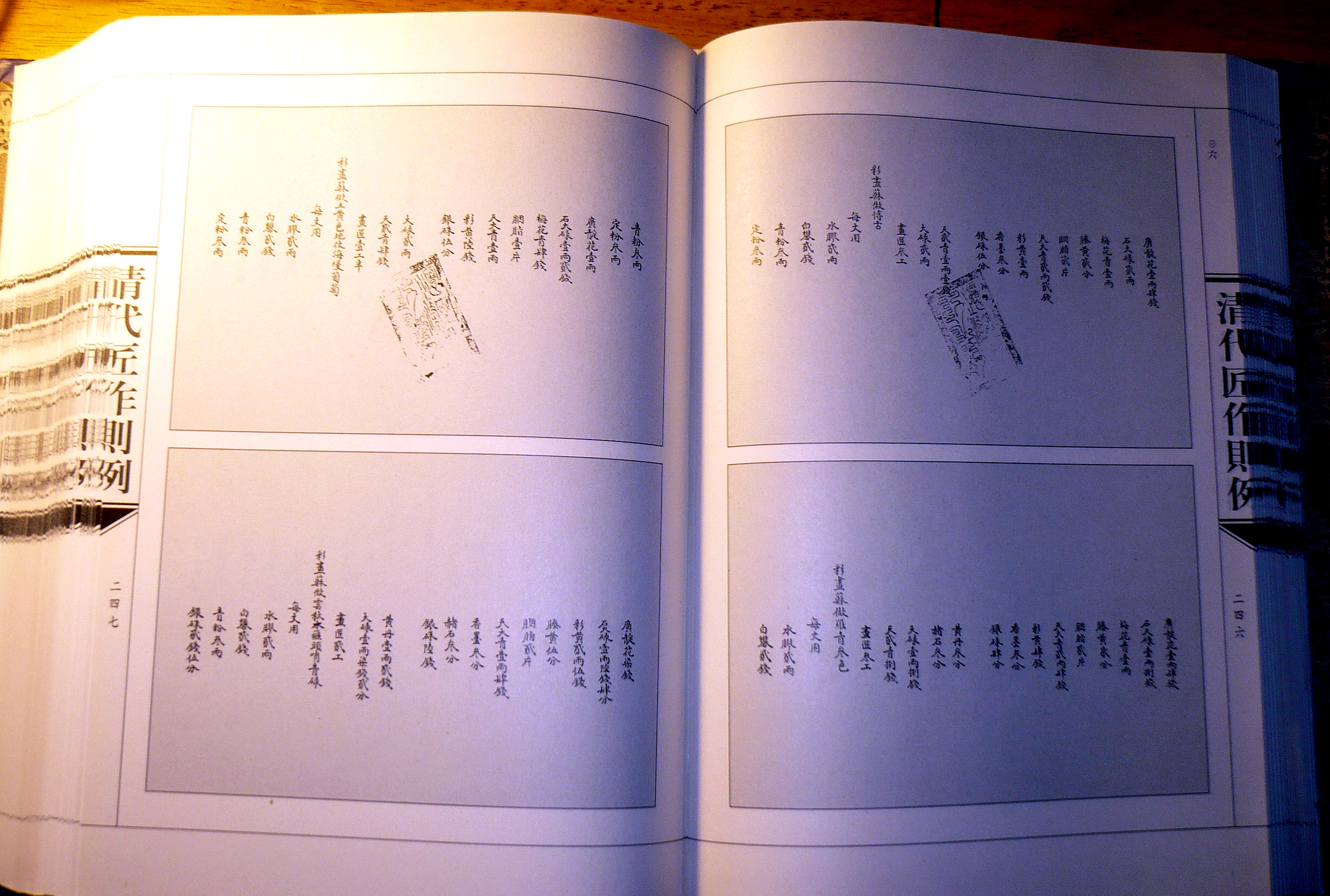
清代匠作则例苏式彩画

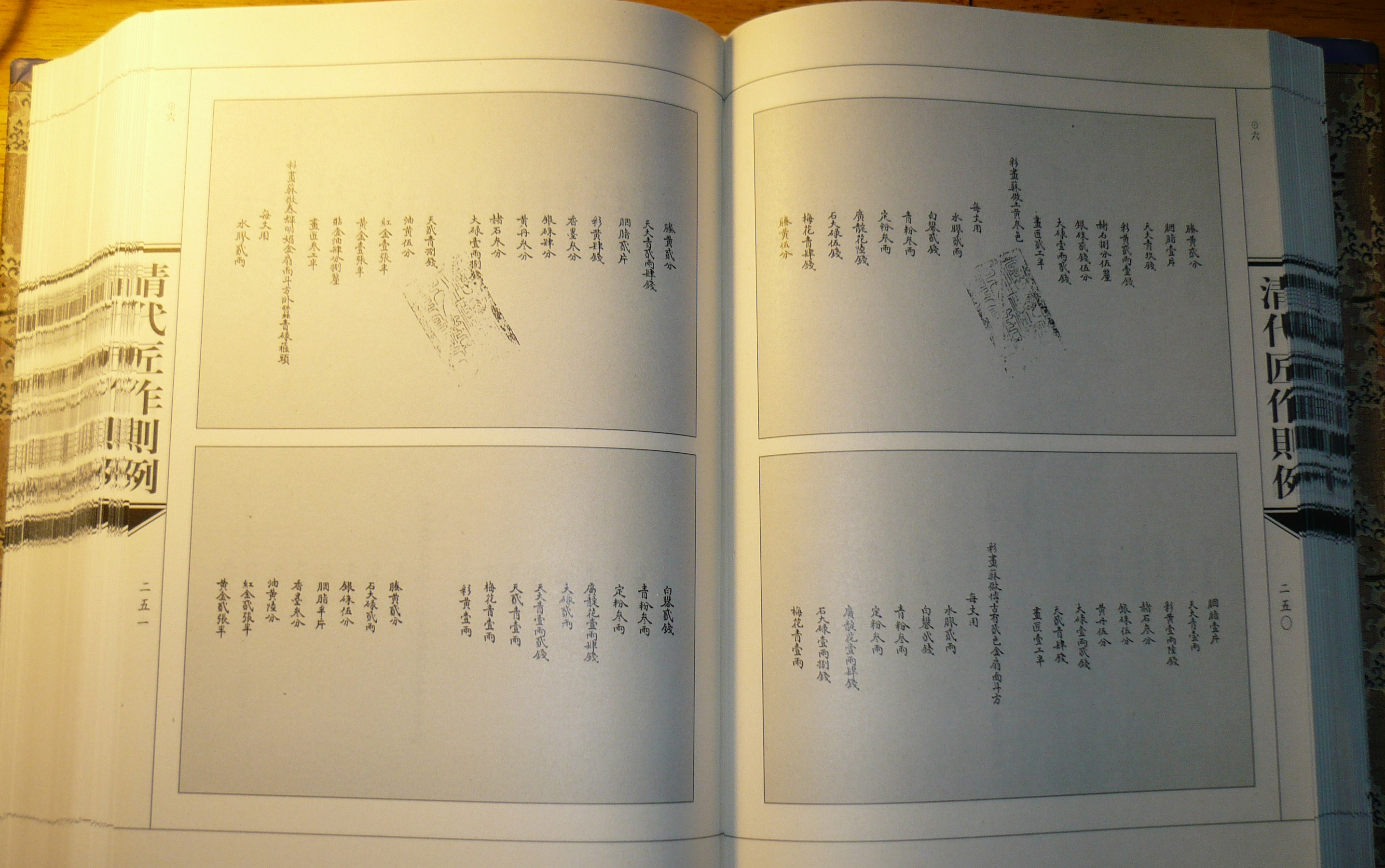
清代匠作则例苏式彩画

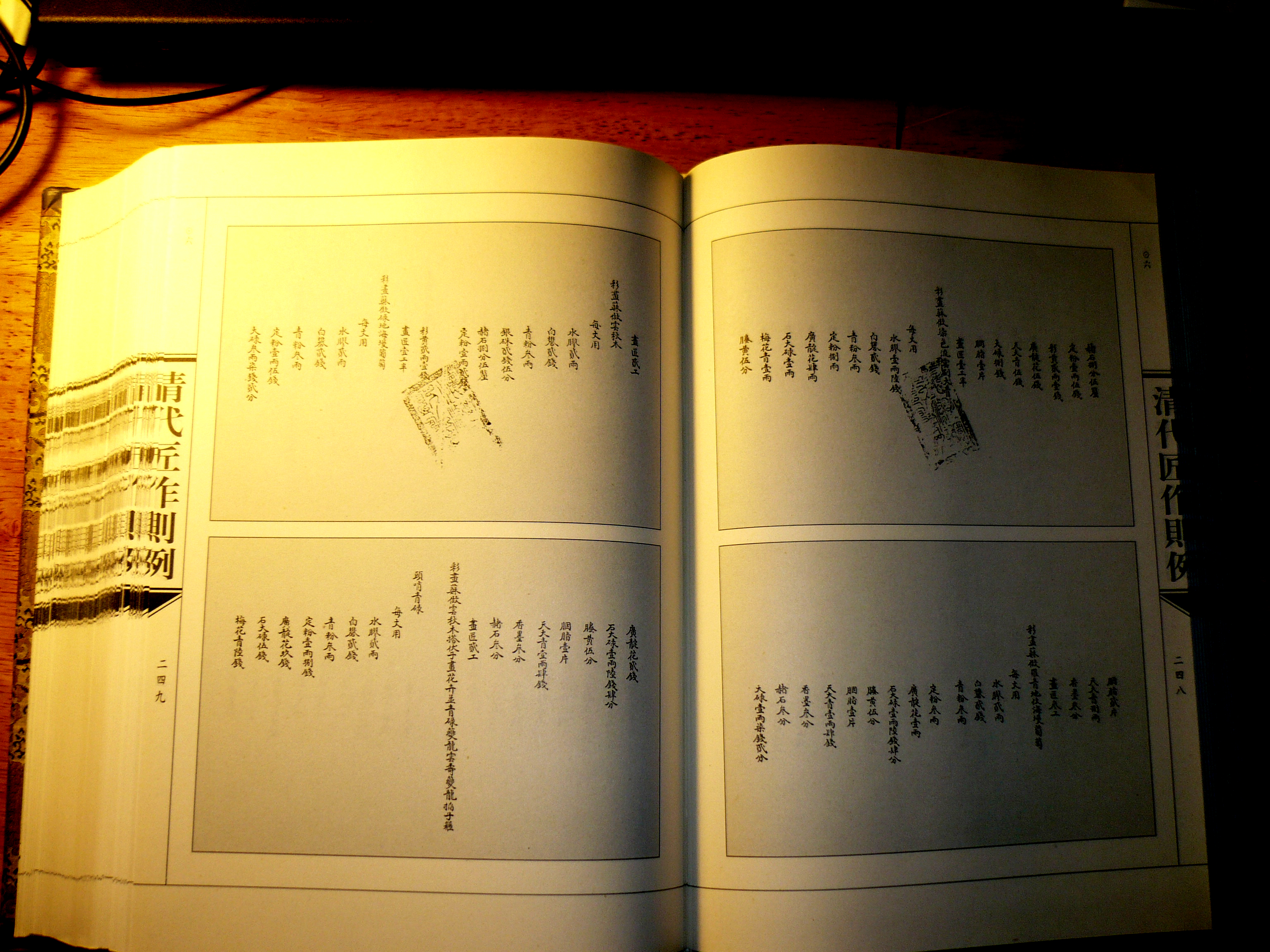
清代匠作则例苏式彩画

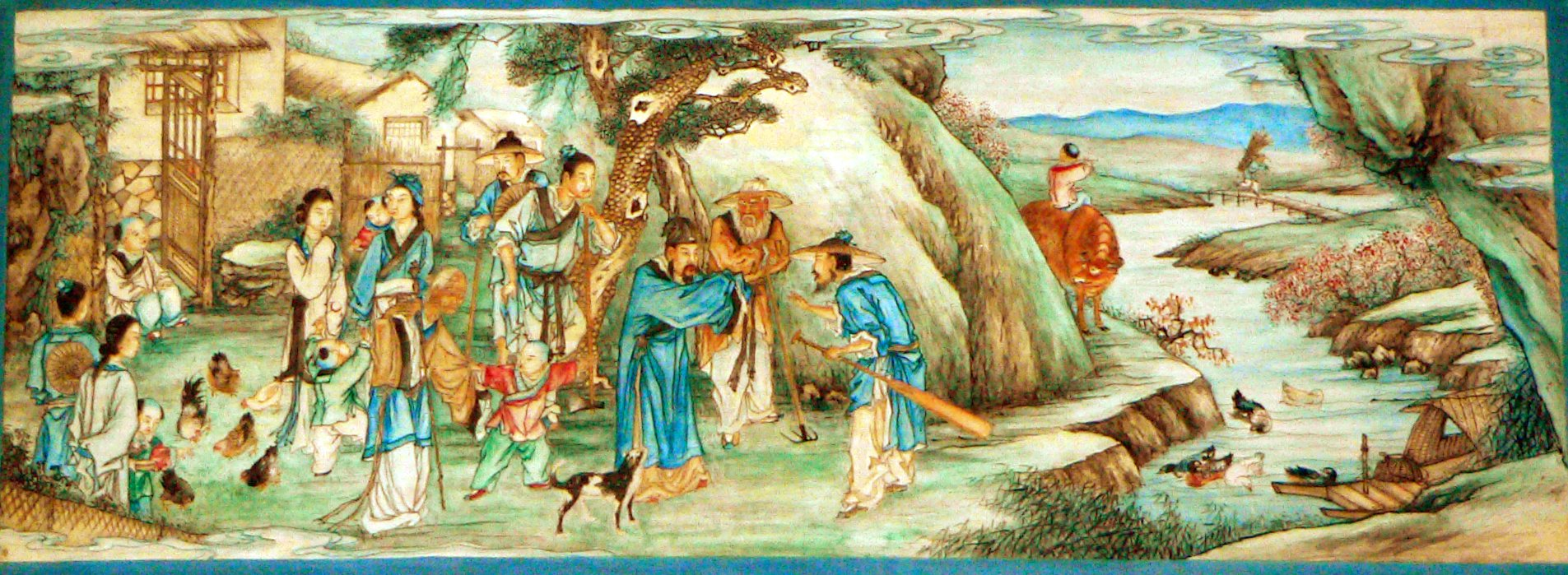
颐和园长廊苏式人物彩画

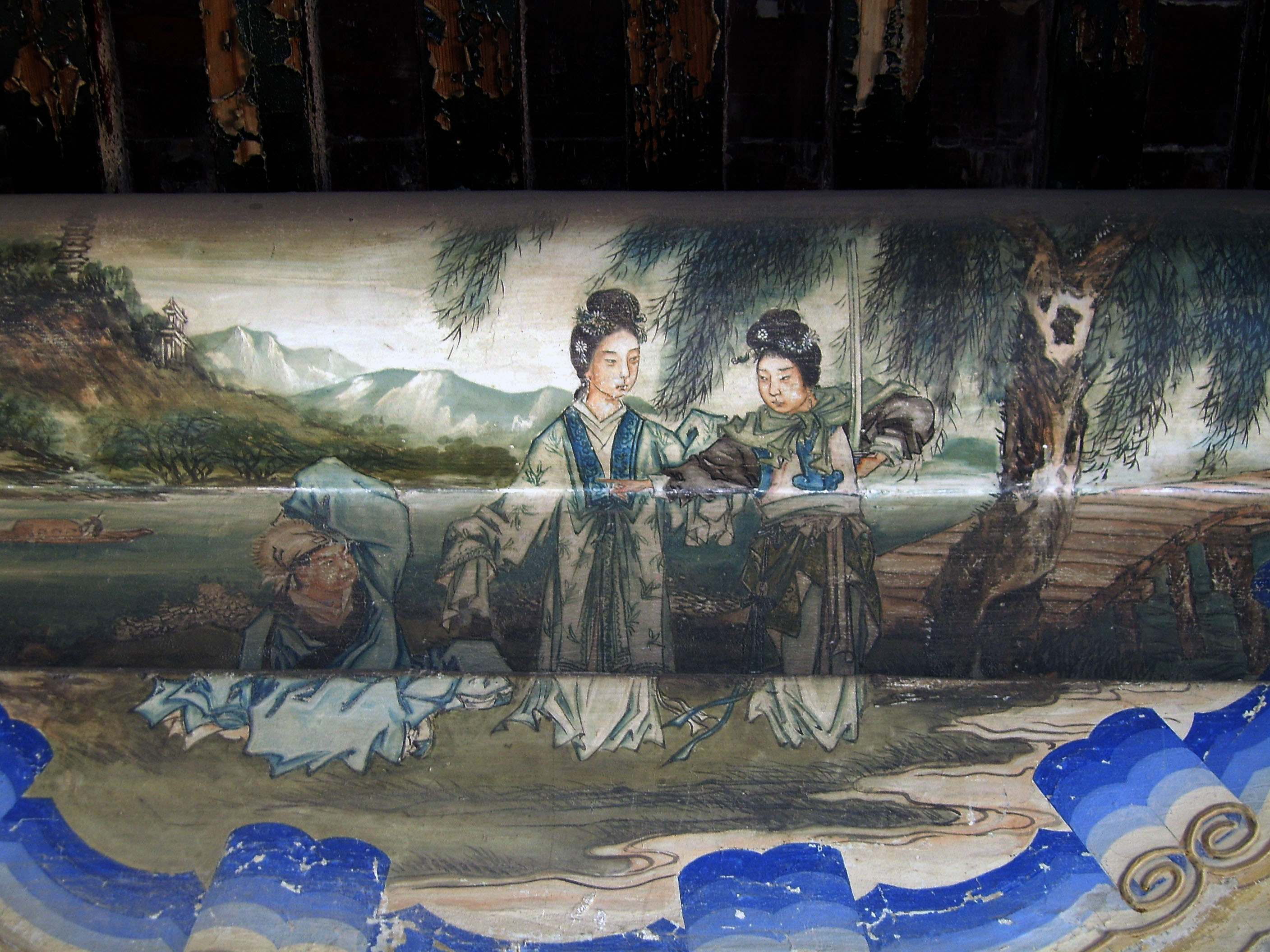
颐和园长廊的苏式人物彩画，白蛇传

苏式彩画，是中国古代建筑彩画的一种，与殿式彩画相对照。清代官方颁布的则例中称为“彩画苏做”，其花色品种，及颜料的配方有严格的规范：。苏式彩画的题材和笔法，注重写实，凡云彩，牡丹，葡萄，莲花，蝙蝠，仙鹤，福字，寿字，山水，等就均可入画。
在《清代匠作则例》中的“彩画苏做”，其花样繁多。《清代匠作则例》所规范的《圆明园画作定例》中，典型的“彩画苏做”有如下几种：
彩画苏做寿山福海
彩画苏做博古
彩画苏做罗青三色
彩画苏做土黄色地仗海曼葡萄
彩画苏做云秋水砸头哨青绿
彩画苏做春光明媚金扇面斗方卧蚕青绿箍头
彩画苏做金琢墨三宝沥粉吉祥草金龙方心
彩画苏做青绿地扇面斗方花卉博古五彩八宝青绿箍头
青地海做万福流云点金福五色桩花箍头楞线贴金
彩画苏做云秋木箍头哨青绿
彩画苏做七色流云刷大青
彩画苏做石绿地搭青袱金边找头海墁花卉流云百鹤
彩画苏做香色地福禄绵绵青绿箍头压老色
彩画苏做米色地海墁天花聚会青绿箍头压老色
彩画苏作青绿米色地海墁流云百福花卉博古青绿汉文式箍头
彩画苏做二青石绿香色米色地花卉五彩宝祥华博古找头花卉流云百鹤合子青绿奎龙山水人物

## 苏式彩画的材料
清代画作则例中苏式彩画的材料包括：水胶，白矾，青粉，土粉，定粉，油黄，广花，天大青，天二青，梅花青，石大绿，大绿，彩黄，银朱，黄丹，赭石，藤黄，胭脂，香墨，红金帖，黄金帖，贴金油等